# SH2-Domäne
Eine SH2-Domäne ist eine Proteindomäne, die spezifische Proteininteraktionen vermittelt. Die Abkürzung SH2 steht für Src-homology 2 (abgeleitet von der Proteinkinase c-Src, in der die Domäne das erste Mal beschrieben wurde; vgl. SH3-Domäne). Die Region ist ca. 100 Aminosäuren lang und erkennt insbesondere Peptide mit phosphoryliertem Tyrosin (Phosphotyrosin). 
SH2-Domänen sind an vielen Proteinkomplexen beteiligt, insbesondere bei Gerüstproteinen. 
Zudem spielen SH2-Domänen eine wichtige Rolle bei einigen Signalwegen.